# Macintosh Quadra 700
De Macintosh Quadra 700 is een personal computer die ontworpen, gefabriceerd en verkocht werd door Apple Computer van oktober 1991 tot maart 1993.  De Quadra 700 werd, samen met de Quadra 900, geïntroduceerd als Apples eerste computer die de Motorola 68040-processor gebruikte en ook als eerste die beschikte over ingebouwde ethernet-netwerkmogelijkheden. 

## Ontwerp
Behuizing: De Quadra 700 heeft dezelfde behuizing als het populaire Macintosh IIci-model, wat gebruikers toeliet om makkelijk te upgraden naar een krachtiger computer. Het blijft nog steeds de enige Macintosh-behuizing die zowel kon rechtop staan in een torenopstelling, of horizontaal geplaatst worden in de traditionele desktopopstelling.
CPU: De Motorola 68040-processor in de Quadra 700 heeft een kloksnelheid van 25 MHz. Deze processor beschikt over een geïntegreerde FPU en MMU.
Geheugen: Het moederbord van de Quadra 700 is voorzien van 4 MB RAM en 4 geheugensleuven waarin 30-pin SIMM's van 1, 4 of 16 MB konden geïnstalleerd worden, wat een maximaal geheugen van 68 MB opleverde.
Uitbreiding: Er zijn twee NuBus-slots en een Processor Direct Slot (PDS) beschikbaar voor uitbreiding. Het PDS bevindt zich op het moederbord in het verlengde van een van de NuBus-slots. Wanneer een PDS-kaart geïnstalleerd was kon dus slechts een van de twee NuBus-slots gebruikt worden.
Opslag: De Quadra 700 bevat standaard een intern 3,5-inch diskettestation van 1,44 MB en werd aanvankelijk geleverd met een SCSI harde schijf van 80 of 160 MB. Later werd ook een snellere harde schijf van 400 MB aangeboden.
Video: Net als de IIci heeft de Quadra 700 ingebouwde graphics, maar in tegenstelling tot het eerdere model gebruikte de Quadra 700 speciale VRAM voor zijn videogeheugen. Standaard was het moederbord uitgerust met 512 kB VRAM en ondersteunde resoluties tot 1152×870. Via 6 VRAM-geheugensleuven kon het videogeheugen uitgebreid worden tot maximaal 2 MB voor een weergave van 24-bits (miljoenen) kleuren bij resoluties tot 832×624.
Aansluitmogelijkheden: De Quadra 700 heeft twee seriële poorten, een AAUI ethernet poort, een SCSI-poort en een microfooningang. De Quadra 700 was samen met de 900 de eerste Macintosh met ingebouwde Ethernet-ondersteuning. Wegens het gebruik van een AAUI-aansluiting was echter wel een speciale adapter nodig om de machine aan een standaard Ethernet-netwerk te koppelen.
Systeemsoftware: De Quadra 700 werd standaard geleverd met System 7.0.1 en was de eerste Macintosh die Mac OS 8 kon draaien. Ook A/UX versies 3.0 tot 3.1.1 konden gebruikt worden.

## Upgrades
Het was mogelijk om de 25 MHz 68040-processor van de Quadra 700 te overklokken. Door de standaard klokoscillator die op 50 MHz liep te vervangen door een snellere oscillator (tot 74 MHz) kon de processor opgevoerd worden tot 37 MHz, wat resulteerde in een merkbare prestatieverbetering.
Door in het Processor Direct Slot (PDS) een Power Macintosh Upgrade Card met een PowerPC 601-processor op 50 MHz te installeren veranderde de Quadra 700 in een Power Macintosh 700. Met deze upgradekaart kon de machine tot Mac OS 9.1 draaien, maar alleen als de kaart continu in gebruik was. Wanneer de  kaart uitgeschakeld werd, gaf de machine een "Sad Mac"-logo weer omdat nieuwere versies van Mac OS niet compatibel waren met 68k-processoren. De upgradekaart werkte alleen tot Mac OS 9.1, aangezien vanaf 9.2 minimaal een G3-processor vereist was.

## Specificaties
- Processor: Motorola 68040, 25 MHz
- Systeembus snelheid: 25 MHz
- ROM-grootte: 1 MB
- Databus: 32 bit
- RAM-type: 80 ns 30-pin SIMM
- Standaard RAM-geheugen: 4 MB
  - Uitbreidbaar tot maximaal 68 MB
  - RAM-sleuven: 4 (per vier)
- Standaard video-geheugen: 512 kB VRAM
  - Uitbreidbaar tot maximaal 2 MB VRAM
  - VRAM-sleuven: 6
- Standaard diskettestation: 3,5-inch, 1,44 MB
- Standaard harde schijf: 80 of 160 MB (SCSI)
- Uitbreidingssleuven: 2 NuBus, PDS
- Type batterij: 3,6 volt Lithium
- Uitgangen:
  - 2 ADB-poorten (mini-DIN-4) voor toetsenbord en muis
  - 1 video-poort (DB-15)
  - 1 SCSI-poort (DB-25)
  - 1 Ethernet poort (AAUI-15)
  - 2 seriële poorten (mini-DIN-8)
  - 1 audio-uit (3,5 mm jackplug)
  - 1 microfoon (3,5 mm jackplug)
- Ondersteunde systeemversies: 7.0.1 t/m 8.1 en A/UX 3.0 t/m 3.1.1
- Afmetingen:14 cm × 30,2 cm × 36,6 cm (h×b×d)
- Gewicht: 6,2 kg

Uit productie: 1984: Macintosh 128K, Macintosh 512K · 1985: Macintosh XL · 1986: Macintosh Plus · 1987: Macintosh II, Macintosh SE · 1988: Macintosh IIx · 1989: Macintosh SE/30, Macintosh IIcx, Macintosh IIci, Macintosh Portable · 1990: Macintosh IIfx, Macintosh Classic, Macintosh IIsi, Macintosh LC serie · 1991: Macintosh Quadra 700, Macintosh Quadra 900, Apple PowerBook · Macintosh Classic II · 1992: Macintosh IIvx, Macintosh Quadra 950, PowerBook Duo, Macintosh Performa serie · 1993: Macintosh Centris serie, Macintosh Color Classic, Macintosh TV · Apple Workgroup Server · 1994: Power Macintosh · 1997: Power Macintosh G3, PowerBook G3, Twentieth Anniversary Macintosh · 1998: iMac · 1999: iBook, Power Mac G4 · 2000: Power Mac G4 Cube · 2001: PowerBook G4 · 2002: eMac, iMac G4 · 2003: Xserve, Power Mac G5 · 2004: iMac G5 · 2005: Mac mini · 2006: MacBook · 2015: MacBook (Retina) · 2017: iMac Pro

Huidige modellen: MacBook Air, MacBook Pro, iMac, Mac mini, Mac Studio, Mac Pro